# Corosbină
Corosbina sau cățelul de mare (Parablennius sanguinolentus) este un pește teleostean marin mic, viu colorat, cu două tentacule mici deasupra ochilor răspândit în  Marea Mediterană, litoralul sud-european și nord-african al Oceanului Atlantic, Marea Neagră. În România este întâlnit în tot lungul litoralului Mării Negre. Trăiește lângă țărm, pe funduri stâncoase, în găuri și printre alge și midii. Se reproduce din aprilie până în iulie-august. Ponta este păzită de masculi. Corosbina se hrănește cu alge și crustacei. Lungimea corpului atinge obișnuit 10-16 cm, maximal 23 cm. Nu prezintă importanță economică.